# Bye Bye Brasil
Bye Bye Brasil é um filme brasileiro de 1979, uma comédia dirigida por Carlos Diegues e considerada por muitos como uma das mais importantes produções da década de 70. Em novembro de 2015 o filme entrou na lista feita pela Associação Brasileira de Críticos de Cinema (Abraccine) dos 100 melhores filmes brasileiros de todos os tempos.

## Sinopse
Salomé, Lorde Cigano e Andorinha são três artistas de teatro mambembe que cruzam o país com a Caravana Rolidei, fazendo espetáculos em pequenas localidades do interior do Brasil, onde a população ainda não tinha acesso a televisão. A eles se juntam o acordeonista Ciço e sua esposa, Dasdô, com os quais a Caravana cruza a Amazônia pela rodovia Transamazônica até chegar a Altamira.

## Elenco
- José Wilker .... Lorde Cigano
- Bety Faria .... Salomé
- Fábio Júnior .... Ciço
- Zaira Zambelli .... Dasdô
- Príncipe Nabor .... Andorinha
- Jofre Soares .... Zé da Luz
- José Maria Lima .... assistente
- Emmanuel Cavalcanti .... prefeito
- Rinaldo Gines .... chefe índio
- Marieta Severo .... assistente social
- José Carlos Lacerda
- Marcus Vinícius
- Príncipe Nabor

## Trilha sonora
- “Bye Bye Brasil” (Chico Buarque de Hollanda e Roberto Menescal) - interpretada por Chico Buarque
- “Toada de Ciço - Forró da Feira” (Dominguinhos) - interpretada por Fábio Júnior
- “Pra Cima, Pra Baixo” (The Fevers) - interpretada por The Fevers
- “Radinho de Pilha” (Genival Lacerda) - interpretada por Genival Lacerda
- “White Christmas” (Irving Berlin) - interpretada por Bing Crosby
- “Para Vigo Me Voy (Say sí sí)” (Ernesto Lecuona, Al Stillman, e Lubon) - interpretada por Xavier Cugat
- “Duerme”  (Miguel Prado) - interpretada por Xavier Cugat
- “Aquarela Amazonense” (Chico da Silva e Venâncio) - interpretada por Chico da Silva e Venâncio
- “Depois da Chuva” (Pinduca e Deuza) - interpretada por Pinduca e Deuza
- “Surucuá” (Pinduca e Carlos Santos) -  interpretada por Pinduca e Carlos Santos
- "Bye Bye Love" (Boudleaux e Felice Bryant) - Interpretada por The Everly Brothers
- “Aquarela do Brasil” (Ari Barroso)- interpretada por Ari Barroso
- "Brazil" (Frank Sinatra) - interpretada por Frank Sinatra

## Recepção
Adécio Moreira Jr em sua crítica para o Poses e Neuroses destacou: "Depois que assisti ao filme Xica da Silva (1976), eu fiquei ainda mais atraído pelo cinema brasileiro que ia além das pornochanchadas características de um determinado período histórico. Com isso, fiz questão de apreciar mais um icônico trabalho de Carlos Diegues chamado Bye Bye Brasil, coincidentemente sua obra mais celebrada. Apesar de todo o ar lúdico, elementos sexuais encharcando a narrativa e muitas mímeses folclóricas, é possível ver ali uma importante reflexão de uma mudança social interessantíssima ocorrida no nosso país. A começar pelo título, estamos aqui não só numa fase de transição, mas também de abandono de fortes identidades para dar lugar a uma 'americanização' conceitual."
Inácio Araujo para a Folha de S.Paulo disse que é "um dos filmes mais marcantes do período final da ditadura." Marcelo Müller do Papo de Cinmea escreveu: "Bye Bye Brasil guarda significâncias densas, extraídas de suas paisagens geográfica, social e afetiva. Possui rara beleza, não apenas por expor (no bom sentido) o sofrido povo tupiniquim, mas, sobretudo por fazê-lo graciosamente, tomado da incorrigível esperança dessa gente que, a despeito de todas as evidências, crê num sol capaz de nunca mais se pôr."
Cassiano Terra Rodrigues do Correio Cidadania escreveu: "Bye Bye Brasil é um filme de um país que está deixando de ser o que por muito tempo foi para se tornar não se sabe o quê. (...) É assim que [o filme] distancia-se do Cinema Novo. Na verdade, o filme oscila o tempo todo, propositalmente ambíguo, entre o compromisso social e histórico cinema-novista e as novas possibilidades inda incertas de sua própria época (a indefinição sempre caracterizou épocas de transição)."

## Principais prêmios e indicações
Festival de Cannes 1980 ( França)
- O filme foi indicado à Palma de Ouro.

Festival de Havana 1980 ( Cuba)
- Venceu na categoria de Melhor Diretor.
- Ganhou o Prêmio Coral Especial de Gênero de Ficção.[carece de fontes?]